# 伊莎貝拉·庫謝特
伊莎貝拉·庫謝特（加泰隆尼亞語發音：[izəˈβɛɫ kuˈʃɛt]；1960年4月9日—）是西班牙電影導演。

## 生平
伊莎貝拉·庫謝特曾以《無我新生活》(2003)、《禁慾》(2008)、《黑夜不要來》(2015)與《伊萊莎與馬瑟拉》(2019)四度進入柏林影展正式競賽單元；2009年，她執導的《東京之聲地圖》獲選為第62屆坎城影展正式競賽片。
身為加泰隆尼亞人，她曾公開表示反對2017年加泰隆尼亞獨立公投，認為這是「不必要，且分裂人民的」。

## 電影作品
- 2003：《無我新生活》(My Life Without Me)
- 2005：《言語的秘密生活》(The Secret Life of Words)
- 2008：《禁慾（英语：Elegy (film)）》(Elegy)
- 2009：《東京之聲地圖》(Mapa de los sonidos de Tokio)
- 2014：《愛情停看聽（英语：Learning to Drive (film)）》(Learning to Drive)
- 2015：《黑夜不要來》(Nadie quiere la noche)
- 2017：《街角的書店（英语：The Bookshop (film)）》(The Bookshop)
- 2019：《伊萊莎與馬瑟拉》(Elisa & Marcela)

## 外部連結
- 伊莎貝拉·庫謝特在互联网电影资料库（IMDb）上的資料（英文）